# Wey Mocha
Wey Mocha (укр. Вей Мокка) — кросовер середнього розміру, який виробляє Great Wall Motor під преміальним брендом Wey.

## Огляд
Mocha був представлений в січні 2021 року.  Продажі стартували у квітні 2021 року. Він названий на честь мокачино.
На момент запуску на ринок кросовер довжиною 4,88 метра був доступний лише з дволітровим бензиновим двигуном потужністю 157 кВт (211 к.с.). Пізніше з'явилася гібридна версія, що заряджається від електромережі, із запасом ходу близько 200 км.

Mocha також відомий як Wey Coffee 01 або GWM Wey 05 на європейських ринках. 

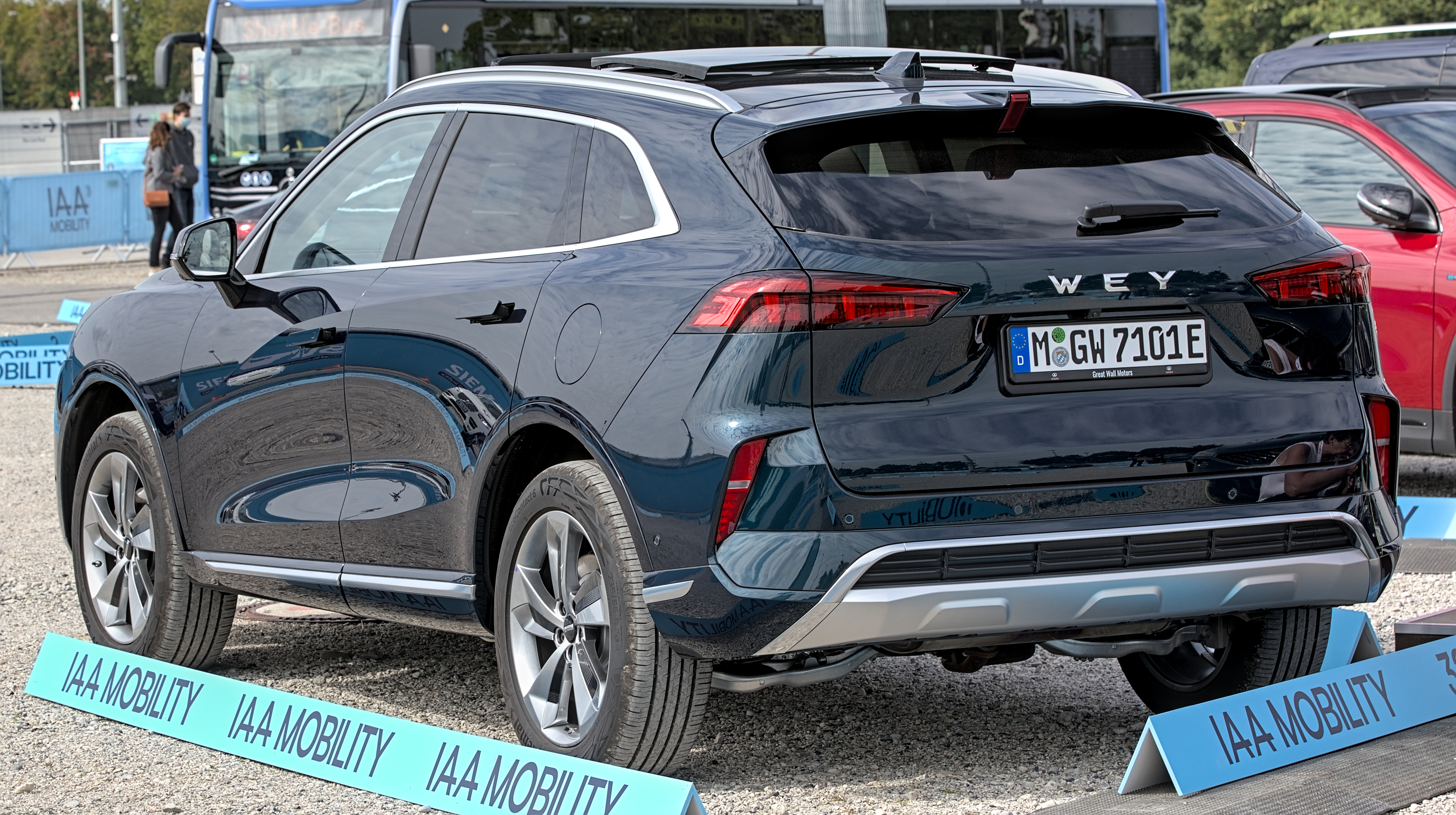
Вид ззаду
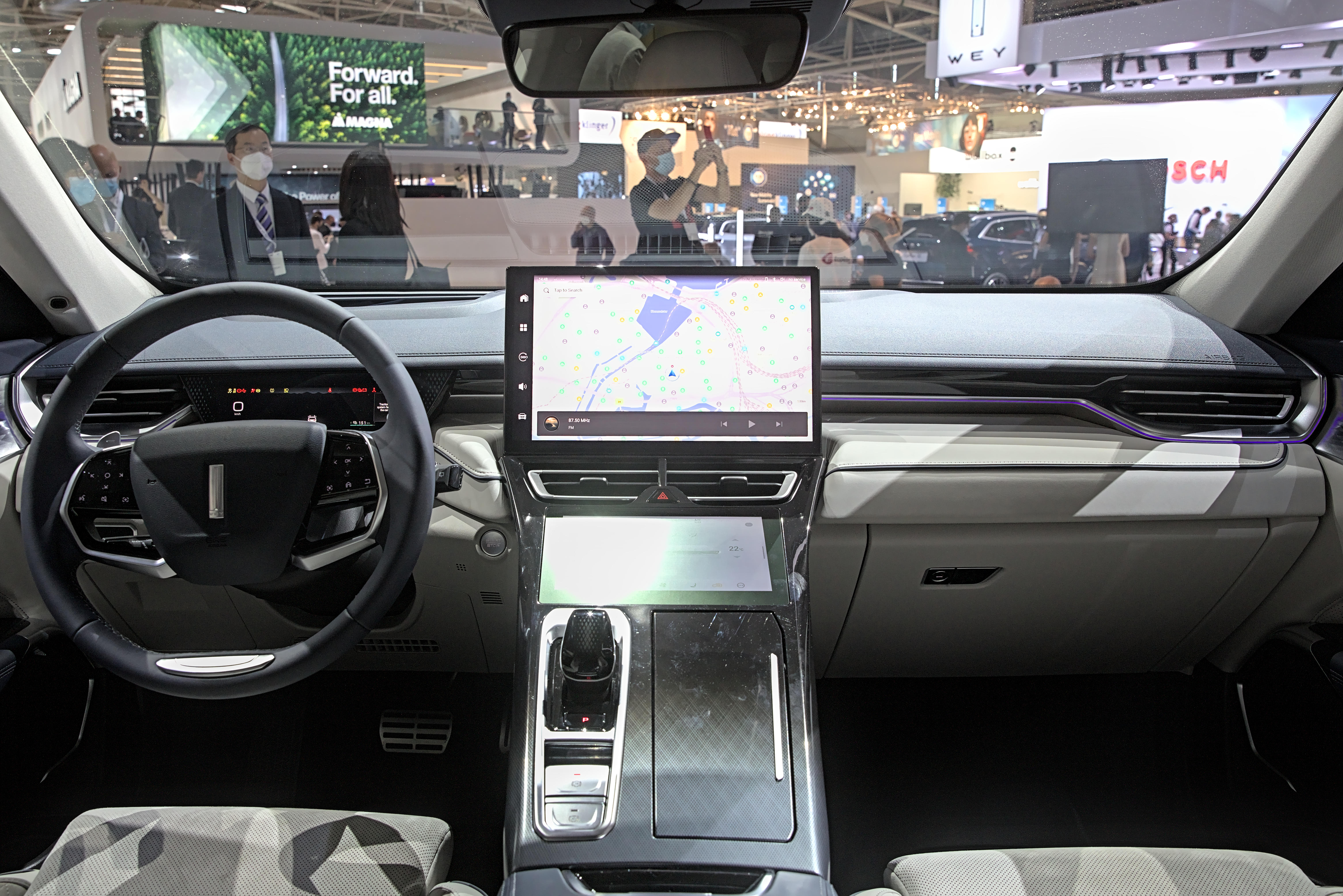
Інтер’єр
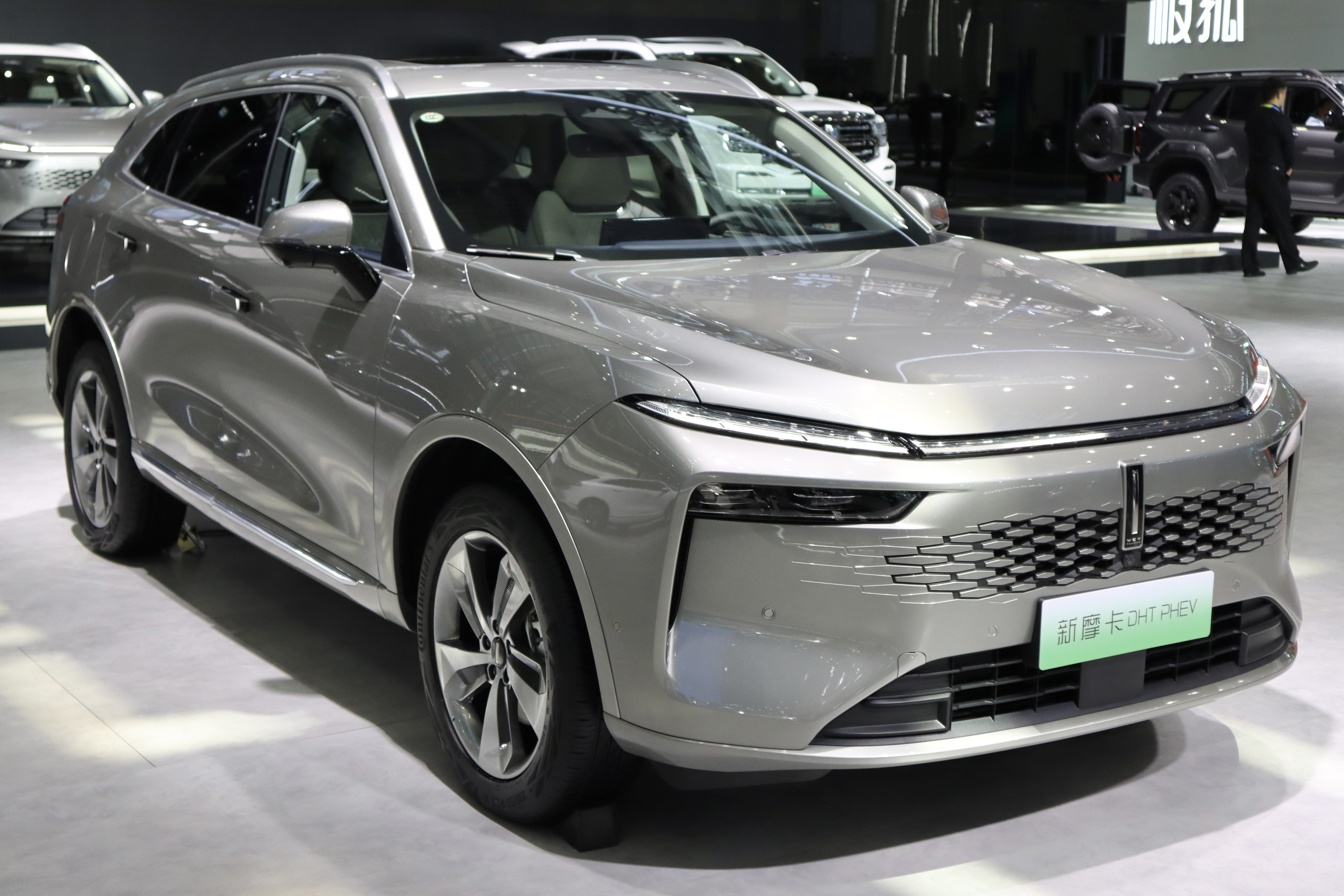
Рестайлінг
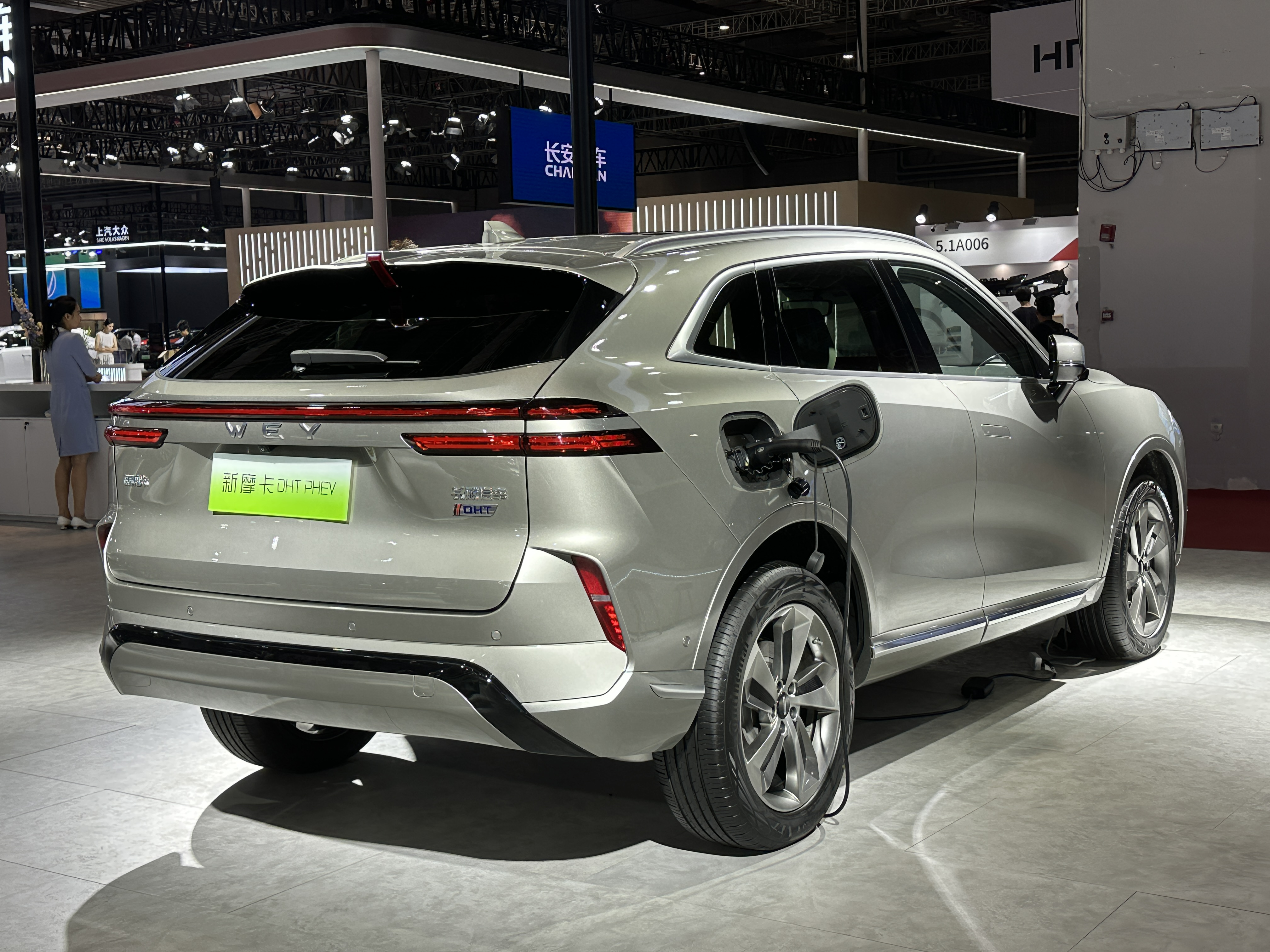
Вид ззаду
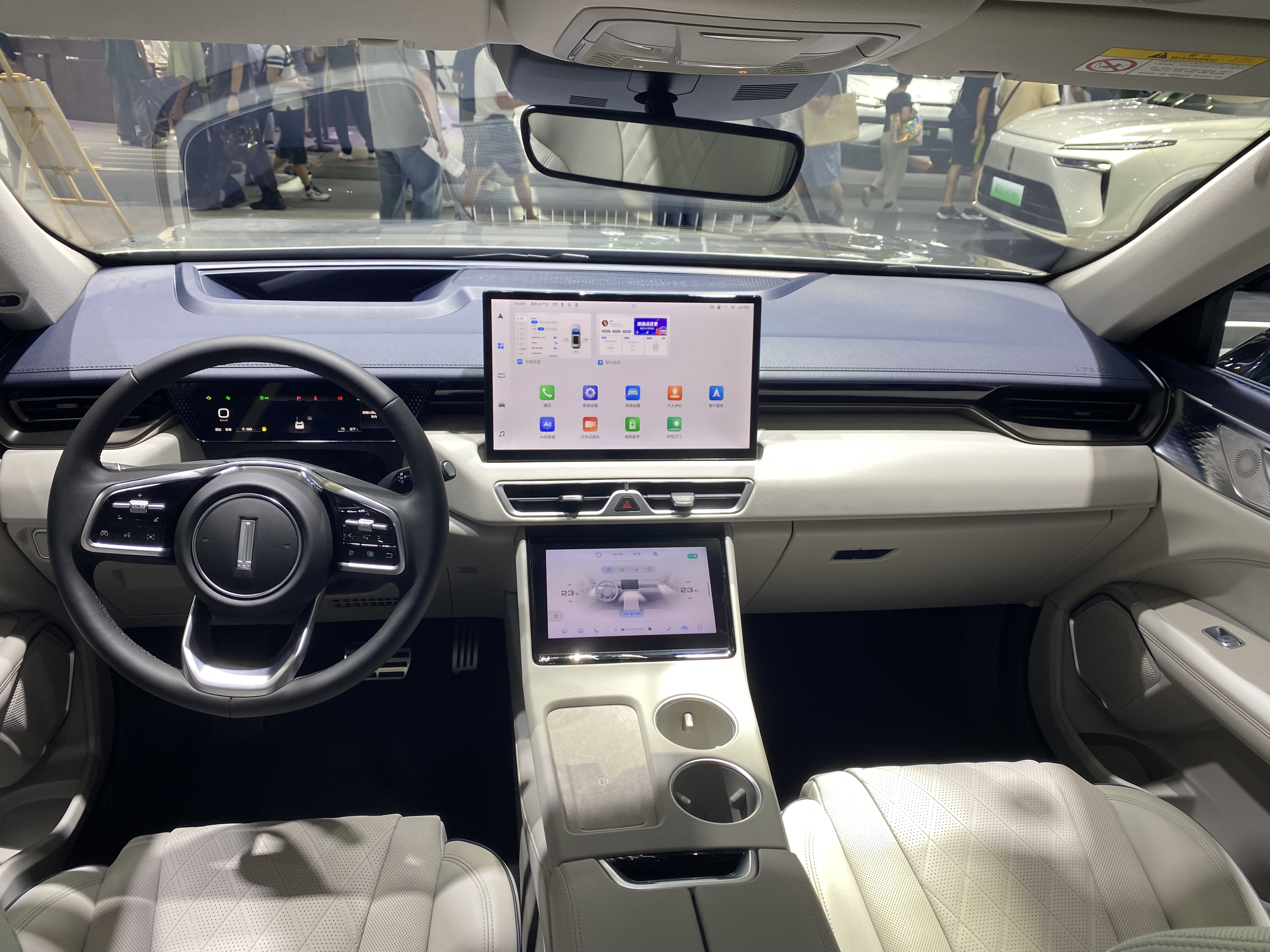
Інтер’єр